# Suttonia
Suttonia – rodzaj ryb okoniokształtnych z rodziny strzępielowatych.

## Klasyfikacja
Gatunki zaliczane do tego rodzaju:
- Suttonia lineata
- Suttonia suttoni